# 内内
内内（葡萄牙語：Nenê；1982年9月13日—），原名邁比内爾·羅德尼·希拉里奧（Maybyner Rodney Hilario），巴西职业篮球运动员。

## 职业生涯
内内在2002年NBA选秀中于第1轮第7顺位被纽约尼克斯选中，之后被交易到丹佛掘金隊。内内场均获得27.5分钟出场时间，能得到10.7分、6.3个篮板、1.7次助攻和1.2次抢断。内内生涯篮板球总数超过1000个，单场最高助攻数8次，抢断6次。内内也曾在2002-03赛季入选最佳新秀一队，并在最佳新秀评选中位列第6。
NBA西區準決賽戰成2：2平手後火箭傳出壞消息；2017年季後賽不時有亮眼表現的替補中鋒努內（Nene Hilario）由於左內收肌撕裂、賽季宣告提前報銷。